# جان مگنیر
جان مگنیر  (انگلیسی: John Magnier؛ زاده ۱۰ فوریه ۱۹۴۸) صاحب اسب‌های تروبرد، گرداننده مسابقات اسب‌دوانی و تاجر است. وی اهل ایرلند است.